# Babacar Diallo
Babacar Diallo (* 25. März 1989 in Dakar, Senegal) ist ein senegalesisch-französischer ehemaliger Fußballspieler.

## Karriere
Diallo begann seine Karriere in der Jugend von Amiens SC und des Paris FC. 2009 wechselte er in die Türkei zum Zweitligisten Dardanelspor. Im September 2009 debütierte er gegen Konyaspor in der TFF 1. Lig. Mit Dardanelspor musste er 2010 in die dritte Liga absteigen. Nach dem Abstieg wurde er an den Zweitligisten Güngören Belediyespor verliehen. Nach 27 Spielen für Güngören wechselte er im September 2011 nach Finnland zum Erstligisten Inter Turku. Nach 29 Spielen in der Veikkausliiga, in denen er zwei Tore erzielen konnte, verließ er Turku nach der Saison 2013. Im April 2014 wechselte er in die drittklassige United Soccer League zu den Rochester Rhinos. Nach einer Saison in den USA kehrte er nach Finnland zurück, wo er sich dem Kuopion PS anschloss. Nach der Saison 2016 verließ er Kuopion und schloss sich im Januar 2017 dem österreichischen Bundesligisten SKN St. Pölten an. Nach der Saison 2017/18 verließ er St. Pölten. Nach einem halben Jahr ohne Verein kehrte er im Januar 2019 zum Kuopion PS nach Finnland zurück, bei dem er einen bis zum Jahresende laufenden Vertrag erhielt. Hier gewann er sogar die nationale Meisterschaft und erzielte in 18 Ligaspielen drei Treffer. Die folgende Saison 2020 verbrachte Diallo dann beim Terengganu FC in der Malaysia Super League. Danach fand er keinen Profiverein mehr.

## Erfolge
- Finnischer Meister: 2019